# Tjasolmai
Tjasolmai var en gudom i samisk religion. Han var vattnets gud och härskade över sjöarna, vattendragen och därmed även överfisket. Han rådde över fiskelyckan och sades vara den som förde fiskarna till kroken.